# HMS Brissenden (L79)
HMS Brissenden (L79) là một tàu khu trục hộ tống lớp Hunt Kiểu IV của Hải quân Hoàng gia Anh Quốc được hạ thủy và nhập biên chế năm 1942. Nó đã hoạt động cho đến hết Chiến tranh Thế giới thứ hai, ngừng hoạt động năm 1948 và bị bán để tháo dỡ năm 1965.

## Thiết kế và chế tạo
Brissenden được đặt hàng vào ngày 28 tháng 7, 1940 cho hãng John I. Thornycroft & Company tại Woolston trong Chương trình Chiến tranh Khẩn cấp 1940 và được đặt lườn vào ngày 28 tháng 2, 1941. Tàu lớp Hunt Kiểu IV được chế tạo theo một thiết kế riêng của hãng Thornycroft, có dạng lườn tàu đặc biệt làm tăng hiệu suất ở tốc độ thấp và giảm bớt sự chòng chành mà không cần đến đồ dằn hay các cánh ổn định, giúp tạo nên một bệ pháo vững chắc. Thử nghiệm cho thấy nó cải thiện hiệu suất sử dụng động cơ đến 8% ở tốc độ 20 hải lý trên giờ (37 km/h).
Brissenden được hạ thủy vào ngày 15 tháng 9, 1942 và hoàn tất vào ngày 12 tháng 2 năm 1943. Con tàu được cộng đồng dân cư Barnes thuộc hạt Surrey đỡ đầu trong khuôn khổ cuộc vận động gây quỹ Tuần lễ Tàu chiến năm 1942. Nó là chiếc tàu chiến duy nhất của Hải quân Anh được đặt cái tên này.

## Lịch sử hoạt động

### 1943
Sau khi hoàn tất chạy thử máy, Brissenden chuyển đến Scapa Flow vào tháng 3, 1943, nơi nó gia nhập Hạm đội Nhà và tiếp tục được trang bị hoàn thiện. Con tàu sau đó đảm nhiệm việc tuần tra và hộ tống vận tải ven biển tại Khu vực Tiếp cận phía Tây. Vào ngày 21 tháng 4, nó cùng các tàu khu trục Anthony (H40) và Lewes (G68) tham gia thành phần hộ tống cho Đoàn tàu WS29S; sau khi được tàu khu trục Boreas (H77) thay phiên vào ngày 26 tháng 4, nó quay trở lại Scapa Flow.
Brissenden sau đó được huy động tham gia Chiến dịch Husky, cuộc đổ bộ của lực lượng Đồng Minh lên Sicily, Ý. Vào ngày 21 tháng 6, nó tham gia thành phần hộ tống cho Đoàn tàu WS31/KMF17 trong hành trình đi Gibraltar; và khi Đoàn tàu WS31 tách ra để tiếp tục hướng sang mũi Hảo Vọng, Nam Phi năm ngày sau đó, nó cùng tàu tuần dương hạng nhẹ Uganda (66) tiếp tục hộ tống cho Đoàn tàu KMF17 đi Gibraltar. Nó gia nhập Đội khu trục 58 trực thuộc Hạm đội Địa Trung Hải tại đây.
Vào ngày 7 tháng 7, Brissenden cùng các tàu chị em Blankney (L30), Blencathra (L24), Brecon (L76) và Brocklesby (L42) được bố trí trong Đội hộ tống V, và khởi hành từ Bone, Tunisia trong thành phần hộ tống cho Đoàn tàu KMF18. Sau khi đi đến bãi Bark West, Sicily ba ngày sau đó, nó tách khỏi Đoàn tàu KMF18 để làm nhiệm vụ hỗ trợ hải pháo và tuần tra ngoài khơi bãi đổ bộ. Nó cùng Blankney được phái đi chiếm đóng thị trấn Pozzallo ở phía Đông Nam Sicily, nhưng đến ngày 13 tháng 7 tại mắc tai nạn va chạm với Blankney. Bị hư hại nặng cấu trúc mũi tàu, nó phải rút lui khỏi chiến dịch và đi đến Malta để sửa chữa tạm thời, trước khi quay trở về Anh.
Về đến Liverpool vào ngày 21 tháng 8, Brissenden được sửa chữa tại một xưởng tàu tư nhân, và sau khi công việc hoàn tất vào cuối tháng 9, nó được bố trí về Chi hạm đội Khu trục 15 đặt căn cứ tại Plymouth vào ngày 2 tháng 10, làm nhiệm vụ tuần tra và hộ tống vận tải ven biển tại eo biển Manche và Khu vực Tiếp cận phía Tây. Sang tháng 11, nó được điều động trở lại Hạm đội Nhà để hộ tống các Đoàn tàu vận tải Bắc Cực, và vào ngày 10 tháng 11 đã cùng tàu khu trục Middleton (L74) và tàu quét mìn Halcyon (J42) tham gia thành phần hộ tống cho Đoàn tàu RA54A ngoài khơi Iceland trong chặng cuối của hành trình về đến Loch Ewe. Sau khi tách khỏi Đoàn tàu RA54A vào ngày 13 tháng 11, chỉ ha ngày sau đó nó lại cùng tàu khu trục Termagant (R89) và tàu khu trục Ba Lan ORP Burza tham gia thành phần hộ tống cho Đoàn tàu JW54A đi sang Liên Xô. Nó tách khỏi Đoàn tàu JW54A ba ngày sau đó. Sang tháng 12, nó quay trở lại nhiệm vụ hộ tống vận tải ven biển tại khu vực eo biển Manche từ căn cứ ở Plymouth.

### 1944
Vào tháng 2, 1944, Brissenden được điều sang hoạt động tuần tra ngăn chặn người khơi bờ biển phía Bắc nước Pháp. Vào ngày 5 tháng 2, nó cùng các tàu khu trục chị em Tanatside (L69), Talybont (L18) và Wensleydale (L86) đụng độ với một tàu phóng lôi và hai tàu quét mìn Đức ở phía Bắc bờ biển Brittany, tàu quét mìn M156 đối phương bị hư hại nặng trong trận này. Đến ngày 15 tháng 3, đang khi hộ tống cho Đoàn tàu WP492 về phía Bắc Land’s End, nó lại cùng tàu khu trục chị em Melbreak (L73) đụng độ với một đội tàu phóng lôi E-Boat đối phương, gây hư hại cho chiếc E-Boat S143.
Vào tháng 5, Brissenden được huy động tham gia Chiến dịch Neptune, hoạt động hải quân trong khuôn khổ cuộc Đổ bộ Normandy. Nó cùng tàu chị em Wensleydale gia nhập Lực lượng B thuộc Lực lượng Đặc nhiệm Tấn công phía Tây tại Milford Haven, tham gia các đợt thực hành và tổng dượt, rồi đến ngày 5 tháng 6 đã bắt đầu vượt eo biển Manche, tuần tra ngăn chặn tàu nổi và tàu ngầm đối phương tại khu vực Lực lượng Đặc nhiệm phía Tây. Vào ngày 12 tháng 6, đang khi hộ tống các đoàn tàu vận tải tiếp liệu tiếp theo sau, nó và Wensleydale đã đụng độ với các tàu phóng lôi E-boat đối phương, và vào ngày 22 tháng 6, nó bị đối phương không kích nhưng không chịu thiệt hại.
Sau khi Chiến dịch Neptune kết thúc, Brissenden quay trở lại vai trò tuần tra và hộ tống vận tải ven biển cùng chi hạm đội tại Khu vực Tiếp cận Tây Nam. Nó được tái trang bị tại Pembroke vào tháng 12.

### 1945
Hoàn tất việc tái trang bị vào tháng 2, 1945, Brissenden được điều sang Chi hạm đội Khu trục 21 đặt căn cứ tại Sheerness, làm nhiệm vụ tuần tra và hộ tống vận tải ven biển tại Bắc Hải. Vào lúc này đối phương tăng cường các hoạt động rải mìn và đánh phá bằng tàu phóng lôi và tàu ngầm trang bị ống hơi tại vùng cửa sông Thames và Khu vực Tiếp cận Tây Nam. Đồng thời, do các căn cứ Không quân Đức dọc bờ biển nước Pháp đã bị loại bỏ, các đoàn tàu vận tải vượt Đại Tây Dương được chuyển hướng băng qua eo biển Manche để đi đến các cảng bờ Đông nước Anh, nên lực lượng tuần tra và hộ tống cần được bổ sung thêm.
Đến tháng 6, sau khi chiến tranh kết thúc tại Châu Âu, Brissenden được điều động sang Địa Trung Hải, sẵn sàng để được cử sang Viễn Đông nếu cần thiết. Sau khi Thế Chiến II kết thúc, nó tiếp tục ở lại cùng Hạm đội Địa Trung Hải cho đến năm 1947, từng tham gia tuần tra tại vùng biển ngoài khơi Palestine. Nó quay trở về Anh, rồi được đưa vào thành phần dự bị tại Portsmouth vào ngày 19 tháng 6, 1948, rồi được chuyển đến Lisahally, Ulster vào năm 1953.
Con tàu từng được cân nhắc để bán cho Kuwait để cải biến thành một thuyền buồm hoàng gia, nhưng kế hoạch không được thực hiện. Cuối cùng nó bị đưa vào danh sách loại bỏ vào năm 1962, được bán cho hãng BISCO vào ngày 18 tháng 2, 1965, và được tháo dỡ bởi hãng Arnott Young tại Dalmuir vào ngày 3 tháng 5 cùng năm đó.